# 指令长
指令长：在领域，指飞行乘组为多人时，对其中总负责人的称谓，相当于航海活动中的船长。早期的载人航天都是单人飞行，宇航员单独完成所有任务。随着单次任务中人数的增多，宇航员开始有了分工。指令長是负责接收地面指令或向地面传输指令，並对其他成员发出指令的人。指令长通常由资历深厚的宇航员担任，并常常兼任驾驶员。